# Laura Braga

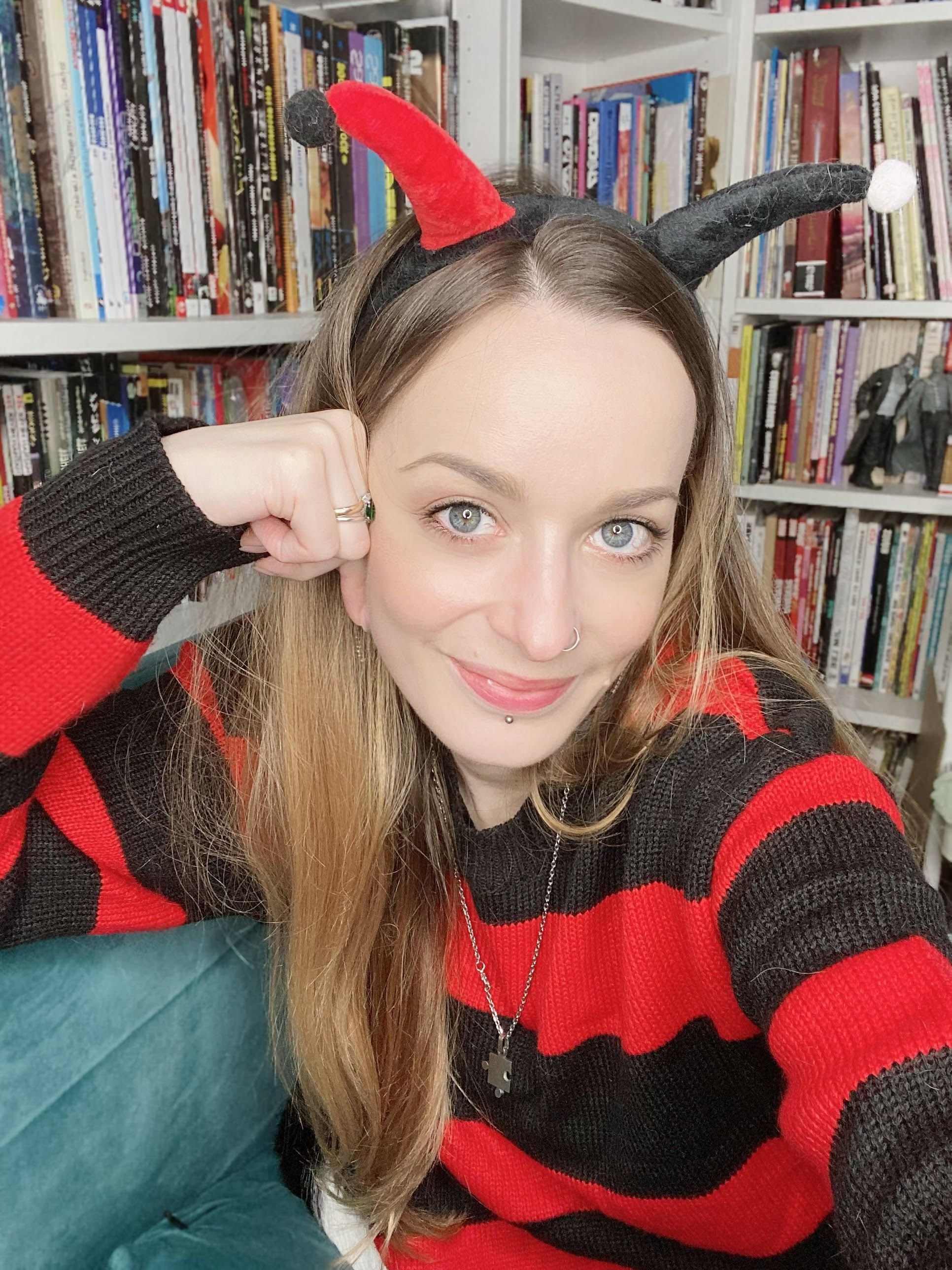
Laura Braga

Laura Braga (Verona, 20 agosto 1982) è una fumettista e illustratrice italiana.

## Biografia
Laura Braga è una fumettista e illustratrice italiana, conosciuta soprattutto per il suo lavoro in Future State: The Next Batman, scritto da John Ridley, evento mainstrem dell'universo DC con protagonista il primo Batman afroamericano, Tim Fox. 
Laura Braga inizia la sua carriera nel 1999 come storyboard artist per spot televisivi. Nel 2005 incontra e collabora con Milo Manara, la cui influenza l'ha portata a uno stile più realistico. Esordisce nel fumetto statunitense nel 2012 lavorando per Top Cow come artista regolare della serie di successo Witchblade.  Dal 2014 lavora per Marvel Comics a titoli come Superior Iron Man, Captain Marvel, The Punisher e Dazzler. 
Lavora per Archie Comics anche sulle copertine e pagine interne di Blossoms 666 e della mini serie Archie and Katie Keene, e realizza per Dynamite Entertainment delle copertine come cover artist. Dal 2015 collabora con DC Comics lavorando su grandi personaggi come Batman, Superman, Wonder Woman, Harley Quinn, Supergirl, Green Arrow, Bombshells.

## Opere

### DC Comics
- SENSATION COMICS FEATURING WONDER WOMAN #13
- DC COMICS BOMBSHELLS: #4 - 'Combat Part 1 of 3'
- DC COMICS BOMBSHELLS: #9 - 'Enlisted Part 9 of 9'
- DC COMICS BOMBSHELLS: #12 - 'Combat Part 3 of 9'
- DC COMICS BOMBSHELLS: #22 - 'Allies Part 4 of 9'
- DC COMICS BOMBSHELLS: #26 - 'Allies and Enemies Part 5 of 9'
- DC COMICS BOMBSHELLS: #28 - 'Allies and Enemies Part 7 of 9'
- DC COMICS BOMBSHELLS: #32 - 'The Battle of Britain 2 of 6'
- DC COMICS BOMBSHELLS: #34 - 'The Battle of Britain 4 of 6'
- DC COMICS BOMBSHELLS: #36 - 'The Battle of Britain Part 6 of 6'
- DC COMICS BOMBSHELLS: #40 - 'Love Stories Part 1 of 3'
- DC COMICS BOMBSHELLS: #43 - 'Ghost Stories Part 1 of 3'
- DC COMICS BOMBSHELLS: #47 - 'War Stories Part 2 of 3'
- DC COMICS BOMBSHELLS: #48 - 'War Stories Part 3 of 3'
- DC COMICS BOMBSHELLS: #52 - 'The Battle of Berlin Part 4 of 6'
- DC COMICS BOMBSHELLS: #54 - 'The Battle of Berlin Part 6 of 6'
- DC COMICS BOMBSHELLS: #55 - 'The Batgirls Fly by Night Part 1 of 3'
- DC COMICS BOMBSHELLS: #60 - 'Men Who Would be Kings Part 3 of 3'
- DC COMICS BOMBSHELLS: #63 - 'Big Cats Part 3 of 3'
- DC COMICS BOMBSHELLS: #68 - 'Queen Part 2 of 3'
- DC COMICS BOMBSHELLS: #71 - 'What's Past is Prologue Part 2 of 3'
- DC COMICS BOMBSHELLS: #72 - 'What's Past is Prologue Part 3 of 3'
- DC COMICS BOMBSHELLS: #80 - 'The Death of Illusion Part 2 of 3'
- DC COMICS BOMBSHELLS: #85 - 'Super Weapon Part 1 of 3'
- DC COMICS BOMBSHELLS: #86 - 'Super Weapon Part 2 of 3'
- DC COMICS BOMBSHELLS: #93 - 'L'Inconnue Part 2 of 3'
- DC COMICS BOMBSHELLS: #96 - 'Free for All Part 2 of 3'
- DC COMICS BOMBSHELLS: #99 - 'The Star Part 2 of 3'
- "Harley & Ivy meet Betty & Veronica" #1
- "Harley & Ivy meet Betty & Veronica" #2
- "Harley & Ivy meet Betty & Veronica" #3
- "Harley & Ivy meet Betty & Veronica" #4
- "Harley & Ivy meet Betty & Veronica" #5
- "Harley & Ivy meet Betty & Veronica" #6
- Wonder Woman #51
- DC Beach Blanket Bad Guys Special #1
- "Death of Superman
- DCeased: A Good Day to Die" #1
- SUPERGIRL Annual" #2
- Batwoman/Supergirl: World's Finest Giant #1
- Wonder Woman #750Jhon
- HBO Max - To The Max #3
- Harley Quinn: Make ’em Laugh #1
- Harley Quinn: Make ’em Laugh #3
- Batman: The Joker Warzone
- FUTURE STATE: THE NEXT BATMAN #2
- FUTURE STATE: THE NEXT BATMAN #3
- FUTURE STATE: THE NEXT BATMAN #4
- BATMAN: Urban Legends #1
- Green Arrow's 80th Anniversary
- SUPERMAN: RED & BLUE #3
- WONDER WOMAN 80TH ANNIVERSARY
- Harley Quinn #6
- Harley Quinn #10
- Catwoman #36
- Catwoman #37
- I am Batman #5"

### Marvel Comics
- Dazzler: X-Song #1
- The PUNISHER #8
- Avengers Halloween Special #1
- Fantastic Four: Wedding Special #1
- Superior Iron Man #6
- Superior Iron Man #7
- Superior Iron Man Vol. 2: Stark Contrast (Trade Paperback)
- Captain Marvel: Earth's Mightiest Hero Vol. 3 (Trade Paperback)
- Captain Marvel: Earth's Mightiest Hero Vol. 4 (Trade Paperback)
- A Year of Marvels: The Incredible #5
- A Year of Marvels: October Infinite Comic #1

### Top Cow Productions
- The Darkness #114 - Short story ""Heart of Darkness"
- Cyber Force #5 - latest 7 pages
- Witchblade #170
- Witchblade #171
- Witchblade #172
- Witchblade #173
- Witchblade #174
- Witchblade #175
- Witchblade #177
- Witchblade #178
- Witchblade #179